# Toos Beumer
Catharina Johanna Beumer, detta Toos (Schiedam, 5 luglio 1947), è un'ex nuotatrice olandese.
Specializzata nello stile libero, ha vinto la medaglia di bronzo nella staffetta 4x100 m sl alle olimpiadi di Tokyo 1964.

## Palmarès
- Olimpiadi
  - Tokyo 1964: bronzo nella staffetta 4x100 m sl.